# 邵武勉区 (阿尔察赫共和国)
邵武勉区是历史上的阿尔察赫共和国的一个区。阿塞拜疆共和国對整個邵武勉区宣稱擁有主權。不過阿尔察赫国防军实际僅控制邵武勉区的西部，東部由阿塞拜疆控制。在1992年纳戈尔诺-卡拉巴赫战争期间，亚美尼亚和阿尔察赫共和国部队未能占领邵武勉区东部邵武勉村。該地區人口主要是亚美尼亚人。该区以亚美尼亚布尔什维克革命家邵武勉的名字命名。2020年，作为结束2020年納戈爾諾-卡拉巴赫停火協議的一部分，該区的克爾巴賈爾及其周边地区将在2020年11月15日之前交由阿塞拜疆控制。